# Gryphaea dilatata
Espèce
Gryphaea dilatata est une espèce fossile de mollusques proches de l'huître ayant vécu au Jurassique et au Crétacé.

## Description
Il s'agit d'un mollusque bivalve à coquille inéquivalve, sub-équilatérale au plan de commissure surélevé. Elle est de type monomyaire, dispose d'une charnière dysodonte, d'une aire ligamentaire striée et est recouverte de stries de croissance souvent bien visibles. La valve gauche, très bombée, est courbée en crochet ou griffe et la droite est plate et petite en forme d'opercule.

## Classification
Le nom valide complet (avec auteur) de ce taxon est Gryphaea dilatata Sowerby, 1816.